# Seria niefortunnych zdarzeń (serial telewizyjny)

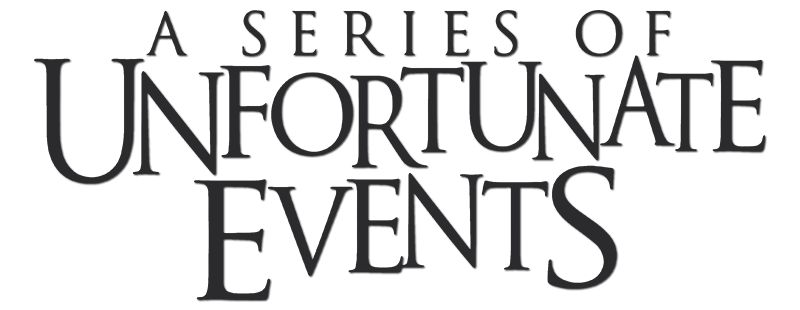
logo serii

Seria niefortunnych zdarzeń (ang. A Series of Unfortunate Events) – amerykański serial komediowy, emitowany przez platformę Netflix. Premiera pierwszego sezonu miała miejsce 13 stycznia 2017, drugiego 30 marca 2018, a trzeciego 1 stycznia 2019 roku.  Jest drugą adaptacją filmową serii książek dla młodzieży pod tym samym tytułem autorstwa Daniela Handlera.

## Fabuła
Trójka wyjątkowo utalentowanego rodzeństwa, Wioletka, Klaus i Słoneczko pewnego dnia podczas pobytu na plaży otrzymuje wiadomość o śmierci rodziców. Zgodnie z ich testamentem, mają zostać oddane pod opiekę najbliższego krewnego. Omyłkowo dzieci trafiają do Hrabiego Olafa, marnego aktora i okrutnego człowieka, który planuje przejąć ich majątek. Dzieci nie wiedzą, że istnieje sekretna organizacja, która zrobi wszystko, by pokrzyżować plany ich nowego ojca.

## Obsada

### Główna
W rolach głównych występują:
- Neil Patrick Harris jako Hrabia Olaf
- Patrick Warburton jako Lemony Snicket[5]
- Louis Hynes jako Klaus Baudelaire
- Malina Weissman jako Wioletka Baudelaire[6]
- K. Todd Freeman jako Pan Artur Poe
- Lucy Punch jako Esmeralda Szpetna (od drugiego sezonu)
- Presley Smith jako Słoneczko Baudelaire
- Tara Strong jako Słoneczko Baudelaire (głos)

## Lista odcinków
| Sezon | Sezon | Odcinki | Oryginalna emisja | Oryginalna emisja | Oryginalna emisja | Oryginalna emisja | Oryginalna emisja |
| Sezon | Sezon | Odcinki | Premiera sezonu   | Finał sezonu      | Premiera sezonu   | Finał sezonu      |                   |
| ----- | ----- | ------- | ----------------- | ----------------- | ----------------- | ----------------- | ----------------- |
|       | 1     | 8       | 13 stycznia 2017  | 13 stycznia 2017  | 13 stycznia 2017  | 13 stycznia 2017  |                   |
|       | 2     | 10      | 30 marca 2018     | 30 marca 2018     | 30 marca 2018     | 30 marca 2018     |                   |
|       | 3     | 7       | 1 stycznia 2019   | 1 stycznia 2019   | 1 stycznia 2019   | 1 stycznia 2019   |                   |

## Nagrody
- Amerykańska Gildia Scenarzystów (2019): WGA (TV) - Najlepszy scenariusz odcinka serialu lub programu specjalnego dla dzieci - Daniel Handler - za odcinek "The Ersatz Elevator: Part One"[7]